# Gala Montes
Gala Fernández Montes de Oca (Ciudad de México, 4 de agosto de 2000) es una actriz mexicana.
Inició su carrera actoral como actriz infantil en la televisora TV Azteca, para la que debutó en la serie de televisión, La niñera (2007). En 2021, obtuvo su primer papel protagónico en la telenovela Diseñando tu amor.

## Carrera

### 2000-2007: primeros años
Gala Fernández Montes de Oca nació el 4 de agosto de 2000 en Ciudad de México. Cuando fue a acompañar a su hermana a un casting de actuación, la directora de este se fijó en ella y la eligió para que también participara. Después de seleccionarla, descubrió su gusto por la actuación.

### 2007-2013: inicios como actriz infantil
En 2007, debutó como actriz infantil en TV Azteca, siendo integrante del reparto principal de La niñera, una versión mexicana de la serie de televisión estadounidense del mismo nombre. El mismo año, hizo su debut en el cine con la película De día y de noche. Dos años después, en 2009, fue integrada como actriz ocasional en el reparto de la serie antológica Lo que callamos las mujeres.
En 2011, se estrenó su segunda cinta, Nos vemos papá, y apareció en la telenovela Amar de nuevo. En 2012, intervino en el filme Solo para tuba en fa mayor, y actuó en el melodrama La otra cara del alma. En 2013, apareció en el episodio L«as Galletas de Ojos Azules» de la serie Historias de La Virgen Morena. Ese mismo año, trabajo en Secretos de familia. En 2014, participó en la película Espectro, y realizó la telenovela En otra piel.
En 2015, hizo el personaje de Luz Marina Casillas en la tercera y cuarta temporada de El señor de los cielos. El mismo año, trabajo en UEPA! Un escenario para amar. 
En 2016, interpretó a Rosenda en la serie biográfica de Juan Gabriel, Hasta que te conocí.

### 2018-presente: proyectos y vida posterior
En 2018, protagoniza Mi familia perfecta como Marisol Guerrero al lado de Jorge Luis Moreno, Sabrina Seara y Mauricio Henao.
En 2019, regresa a la pantalla en R, una producción de Ana Celia Urquídi, protagonizada por Mauricio Ochmann, en donde interpreta a Clara Langarica.
En 2020, da vida a Katya Ibarrola Gil, la protagonista juvenil en la telenovela La mexicana y el güero, marcando su debut en Televisa.

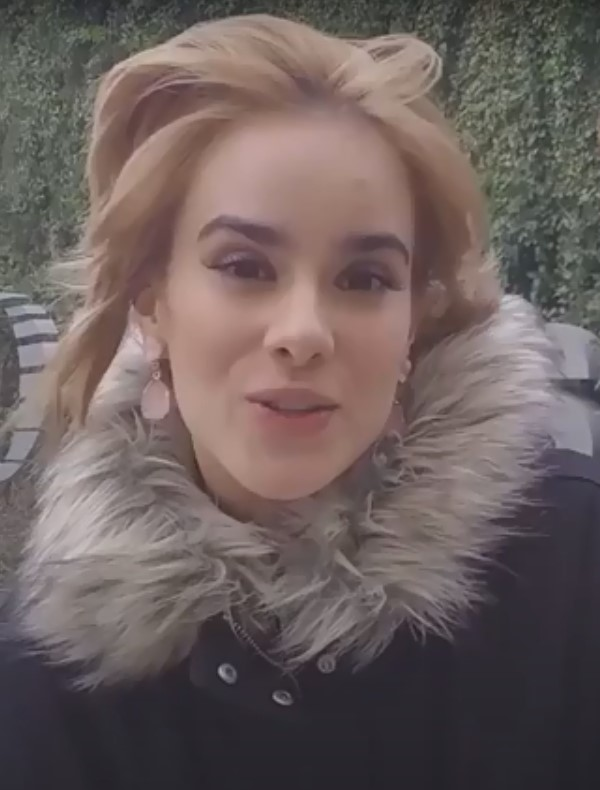
Fotografiada en 2021.

En 2021, consiguió su primer papel protagónico en la telenovela Diseñando tu amor, en la que le da vida a Valentina Fuentes Barrios, una joven soñadora que desea ser diseñadora de modas y encontrar el amor de su vida.
El 5 de mayo de 2023, protagonizará la película ¡Hasta la madre del Día de las Madres! es una película Amazon Original que estará disponible a partir del 5 de mayo exclusivamente en la plataforma cuenta la historia de “Lidia” (Gala Montes) y “Manuel” (Michel Duval), una pareja de recién casados cuyas familias solo se han visto una vez y que tendrán que reunirse para celebrar el Día de las Madres.
En julio de 2024, se declaró abiertamente bisexual. En agosto, reafirmó su orientación sexual durante su estancia en el programa de telerrealidad, La casa de los famosos México.

## Discografía

### Sencillos
- Cínico, dueto con Kalimba[7]

## Filmografía

### Cine
| Año  | Título                                  | Papel    | Notas |
| ---- | --------------------------------------- | -------- | ----- |
| 2010 | De día y de noche                       | Luna     |       |
| 2011 | Nos vemos, papá                         | Pilar    |       |
| 2012 | Solo para tuba en fa mayor              | Fernanda |       |
| 2014 | Espectro                                | Martha   |       |
| 2015 | Entrenando a mi papá                    |          |       |
| 2023 | Una Gringa en México                    | Heather  |       |
| 2023 | ¡Hasta la madre del Día de las Madres!  | Lidia    | [ 8 ] |
| 2023 | ¡Hasta la madre del Día de los Muertos! | Lidia    |       |
| 2024 | ¡Hasta la madre! De la navidad          | Lidia    | [ 9 ] |

### Televisión
| Año        | Título                        | Papel                           | Notas                                                                         |
| ---------- | ----------------------------- | ------------------------------- | ----------------------------------------------------------------------------- |
| 2007       | La niñera                     | Elena «Elenita» Fabregas        |                                                                               |
| 2007       | Cambio de vida                | Personaje desconocido           | Episodio: «Lo mejor de mi»                                                    |
| 2008       | Deseo prohibido               | Aurora Santos                   |                                                                               |
| 2009, 2011 | Lo que callamos las mujeres   | Varios personajes               | Episodios: «Sin secretos» (2009) «Buenos vecinos» (2009) «Malinchista» (2011) |
| 2009       | A cada quien su santo         | Personaje desconocido           | Episodio: «Madre de su hija»                                                  |
| 2011       | Amar de nuevo                 | Rebeca                          |                                                                               |
| 2012       | La otra cara del alma         | Alma Hernández Quijano (niña)   |                                                                               |
| 2013       | Secretos de familia           | Julieta Miranda Mendoza         |                                                                               |
| 2013       | Historias de la Virgen Morena | Patricia «Pato»                 | Episodio: «Las galletas de ojos azules»                                       |
| 2014       | En otra piel                  | Emiliana Larrea Serrano         |                                                                               |
| 2015       | UEPA: Un escenario para amar  | Lourdes 'Lule' Jordán Joven     |                                                                               |
| 2015-16    | El señor de los cielos        | Luz Marina 'Luzma' Casillas     |                                                                               |
| 2016       | Hasta que te conocí           | Rosenda                         |                                                                               |
| 2018       | Mi familia perfecta           | Marisol Guerrero Solís          |                                                                               |
| 2020       | R                             | Clara Langarica                 |                                                                               |
| 2020-21    | La mexicana y el güero        | Katya Ibarrola Gil              |                                                                               |
| 2021       | Diseñando tu amor             | Valentina Fuentes Barrios       | [ 10 ]                                                                        |
| 2021       | ¿Quién es la máscara?         | Gitana, subcampeona             |                                                                               |
| 2023       | La Isla, Desafío en Turquía   | Ella misma, concursante         | [ 11 ]                                                                        |
| 2024       | Vivir de amor                 | Rebeca Sánchez / Frida del Olmo |                                                                               |
| 2024       | La casa de los famosos México | Ella misma, 3.ª finalista       | [ 13 ]                                                                        |

## Premios y nominaciones

### Premios Tu Mundo
| Año  | Categoría                | Trabajo nominado       | Resultado |
| ---- | ------------------------ | ---------------------- | --------- |
| 2014 | Artista juvenil favorita | En otra piel           | Nominada  |
| 2016 | Revelación del año       | El señor de los cielos | Ganadora  |

### TV Adicto Golden Awards
| Año  | Premio                 | Categoría                 | Trabajo nominado       | Resultado |
| ---- | ---------------------- | ------------------------- | ---------------------- | --------- |
| 2020 | TV Adicto Golden Award | Mejor revelación femenina | La mexicana y el güero | Ganadora  |